# Plopi (Transnistria)
Plopi (en rumano: Plopi; en ruso: Плоть, romanizado: Plot; en ucraniano: Плоть) es una comuna y pueblo ubicado en la parcialmente reconocida República de Transnistria, dentro del distrito de Rîbnița, aunque de iure pertenece a Moldavia. 

## Geografía
Plopi se encuentra a 35 km al suroeste de Rîbnița. El punto más alto de Transnistria (273,9 m) se encuentra en el territorio del municipio.       

## Historia
Su nombre fue mencionado por primera vez por escrito en 1736. En los años 1929-1930, la colectivización masiva de la tierra condujo a la fundación de la granja colectiva Zavety Lenina. 
En 1924, Podoima pasó a formar parte del óblast autónomo de Moldavia, que pronto se convirtió en la República Socialista Soviética Autónoma de Moldavia, y en la República Socialista Soviética de Moldavia en 1940 durante la Segunda Guerra Mundial.  Del 8 de septiembre de 1941 a 1944, Plopi fue administrada por el reino de Rumania como parte de la gobernación de Transnistria. Durante la guerra se construyó un fortín rumano en las afueras del pueblo.

## Demografía
La evolución demográfica de Plopi entre 2004 y 2017 fue la siguiente:
| 1277                                 | 1002 | 898 |
| (Fuente: Population of Transnistria) |      |     |

Según el censo de 2004, los rumanos representaban el 91,93% de la población local; los ucranianos son el 5,4% y los rusos, el 2,27%.

## Infraestructura

### Transporte
Hacia Plopi hay una carretera asfaltada desde Rîbnița.